# Lapsanastrum takasei
Lapsanastrum takasei là một loài thực vật có hoa trong họ Cúc. Loài này được (Sasaki) J.-H.Pak & K.Bremer mô tả khoa học đầu tiên năm 1995.